# Diocesi di Messene

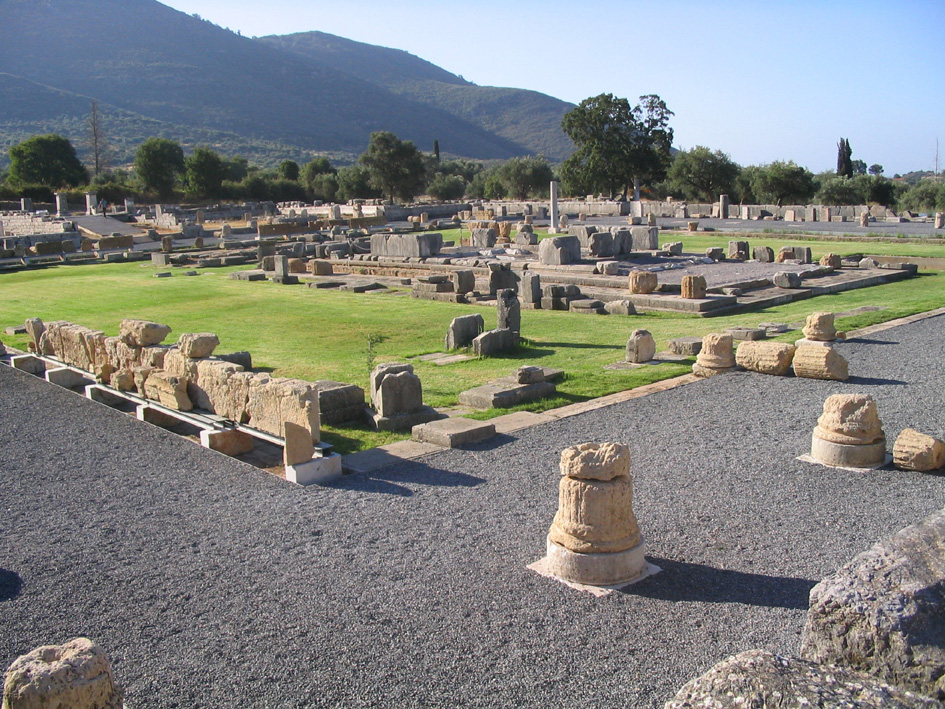
Resti dell'antica di Messene.

La diocesi di Messene (in latino: Dioecesis Messeniensis) è una sede soppressa e sede titolare della Chiesa cattolica.

## Storia
Messene, le cui rovine si trovano nei pressi del villaggio di Mavromati, è un'antica sede vescovile del Peloponneso in Grecia, nel patriarcato di Costantinopoli. Inizialmente suffraganea dell'arcidiocesi di Corinto, entrò a far parte successivamente della provincia ecclesiastica dell'arcidiocesi di Patrasso.
La diocesi non appare in nessuna Notitia Episcopatuum del patriarcato costantinopolitano. Le Quien vi attribuisce tre vescovi: Alessandro, che avrebbe partecipato al concilio di Sardica; Giovanni, che prese parte al cosiddetto "brigantaggio" di Efeso del 449 e al concilio di Calcedonia nel 451, e sottoscrisse nel 458 la lettera dei vescovi della Grecia all'imperatore Leone dopo la morte di Proterio di Alessandria; e Filippo, che intervenne al Concilio di Costantinopoli dell'879-880 che riabilitò il patriarca Fozio di Costantinopoli.
Dal XVIII secolo Messene è annoverata tra le sedi vescovili titolari della Chiesa cattolica; la sede è vacante dal 28 giugno 1991.

## Cronotassi

### Vescovi greci
- Alessandro ? † (menzionato nel 344)
- Giovanni † (prima del 449 - dopo il 458)
- Filippo † (menzionato nell'879)

### Vescovi titolari
- Jean-Baptiste Belland † (29 agosto 1740 - ? deceduto)
- Pietro Francesco Muccioli, O.F.M.Conv. † (19 dicembre 1834 - ?)[2]
- John Baptiste Miège, S.I. † (19 luglio 1850 - 21 luglio 1884 deceduto)
- Luigi Bonetti † (15 gennaio 1886 - 3 aprile 1887 succeduto vescovo di Montalto)
- Leo Michael Haid, O.S.B. † (4 febbraio 1888 - 24 luglio 1924 deceduto)
- Ettore Lodi † (6 marzo 1925 - 6 luglio 1935 deceduto)
- Ettore Castelli † (16 dicembre 1935 - 8 maggio 1943 nominato vescovo titolare di Famagosta)
- Giuseppe Battaglia † (21 agosto 1943 - 17 dicembre 1944 succeduto vescovo di Faenza)
- Jean Julien Weber, P.S.S. † (1º giugno 1945 - 29 agosto 1945 succeduto vescovo di Strasburgo)
- Máximo Yurramendi Alcáin † (25 novembre 1945 - 25 gennaio 1949 deceduto)
- Giacomo Cannonero † (16 marzo 1950 - 11 novembre 1952 succeduto vescovo di Asti)
- Francisco Rendeiro, O.P. † (22 dicembre 1952 - 3 dicembre 1955 succeduto vescovo di Faro)
- Fiorenzo Angelini † (27 giugno 1956 - 28 giugno 1991 nominato cardinale diacono di Santo Spirito in Sassia)